# Aleksander Wrona (judoka)
Aleksander Wrona (ur. 30 czerwca 1995) – polski judoka.
Zawodnik TS Wisła Kraków (od 2002). Brązowy medalista mistrzostw Polski seniorów 2016 w kategorii do 81 kg. Ponadto m.in. młodzieżowy mistrz Polski 2017 i  mistrz Polski juniorów 2015. Uczestnik mistrzostw Europy juniorów 2005.